# Гровс, Сара
Са́ра Ли Гровс (англ. Sara Lee Groves), в девичестве — Ко́лбог (англ. Colbaugh; 10 сентября 1972, Вайнленд, Нью-Джерси, США) — американская певица, гитаристка, пианистка, музыкальный продюсер и кинопродюсер.

## Биография
Сара Ли Колбог (фамилия Гровс в девичестве) родилась 10 сентября 1972 года в Вайнленде (штат Нью-Джерси, США), выросла в Спрингфилде (штат Миссури), а в настоящее время она проживает в Сент-Поле (штат Миннесота).
В 1994 году Сара окончила «Evangel University» в Спрингфилде, получив степень области истории. В 1994—1998 года Гровс работала учителем истории в росмаунтской средней школе, после чего она начала музыкальную карьеру.

## Карьера
Сара начала свою музыкальную карьеру в 1998 году и в том же году она выпустила своей первый студийный альбом — «Past the Wishing». Затем Гровс выпустила ещё 9 альбомов:
- 1999 	Conversations
- 2001 	Top Contemporary Christian
- 2002 	All Right Here 	Heatseekers
- 2004 	The Other Side of Something
- 2005 	Station Wagon: Songs for Parents
- 2007 	Tell Me What You Know
- 2008 	O Holy Night
- 2009 	Fireflies and Songs
- 2011 	Invisible Empires.

Также Сара является гитаристкой, пианисткой, музыкальным и -кино продюсером.

## Личная жизнь
С 1995 года Сара замужем за Тройем Гровсом. У супругов есть трое детей, два сына и дочь — Кёрби Гровс (род.2000), Тоби Гровс (род.2003) и Руби Кейт Гровс (род.13.07.2007).